# Brave Search
Brave Search – wyszukiwarka opracowana przez firmę Brave Software, Inc., która jest ustawiona jako domyślna wyszukiwarka dla użytkowników przeglądarki internetowej Brave w niektórych krajach.
Wyszukiwarka wykorzystuje swój niezależny indeks do generowania wyników wyszukiwania. Jednak użytkownik może zezwolić przeglądarce Brave na anonimowe sprawdzenie Google w celu uzyskania tych samych wyników zapytania.

## Historia
Brave Search to wyszukiwarka opracowana przez firmę Brave Software, Inc. i wydana w wersji Beta w marcu 2021 roku, po przejęciu Tailcat, wyszukiwarki skoncentrowanej na prywatności, od Cliqz.
W październiku 2021 roku Brave Search został ustawiony jako domyślna wyszukiwarka dla użytkowników przeglądarki Brave w Stanach Zjednoczonych, Kanadzie, Wielkiej Brytanii (zastępując Google Search), Francji (zastępując Qwant) oraz Niemczech (zastępując DuckDuckGo).
W czerwcu 2022 roku Brave Search zakończył fazę beta i został w pełni wydany. Oprócz tego, w ramach wprowadzenia nowej funkcji Goggles, umożliwiającej użytkownikom stosowanie własnych reguł i filtrów do zapytań wyszukiwania.